# 카리마타 해협

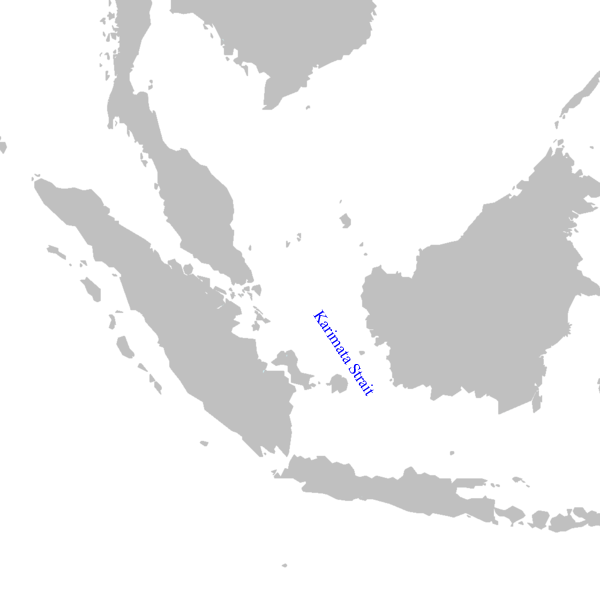
카리마타 해협의 위치

카리마타 해협(인도네시아어: Selat Karimata)은 인도네시아의 수마트라섬의 동쪽 블리퉁섬과 보르네오섬 사이에 있는 비교적 넓은 해협으로, 남중국해와 자와해를 잇는다. 보르네오섬에서 블리퉁섬까지의 너비는 약 150km이다.